# الضم الروسي المقترح لأوسيتيا الجنوبية

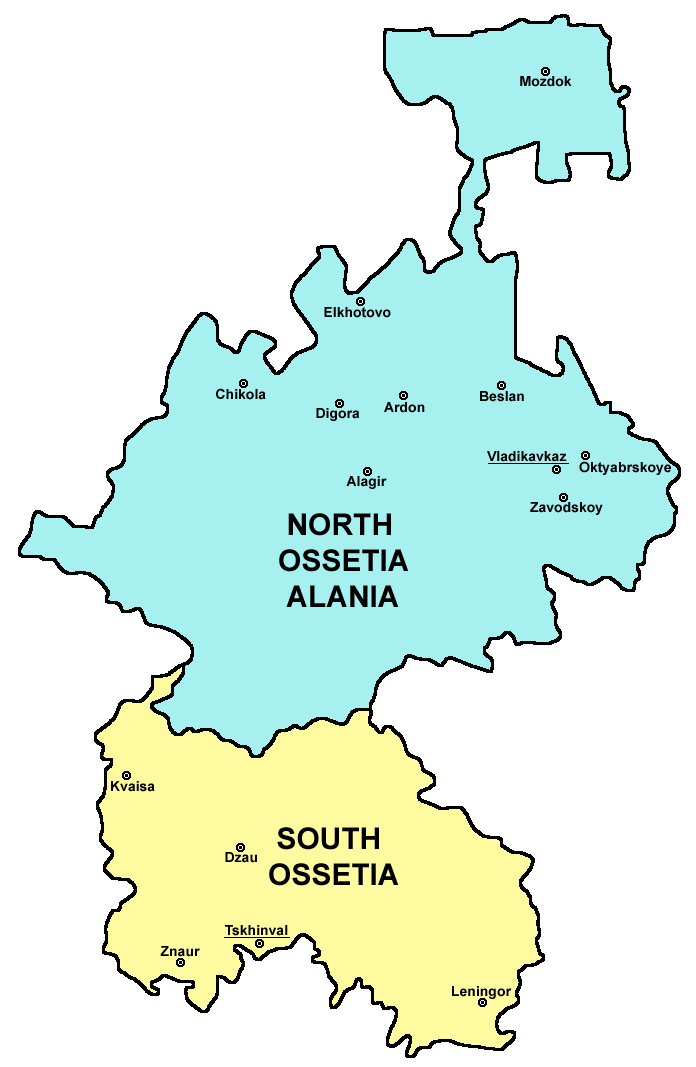
خريطة لأوسيتيا الشمالية التي تقع في روسيا وأوسيتيا الجنوبية التي تقع في جورجيا.

أوسيتيا الجنوبية هي دولة انفصالية معترف بها جزئيًا وتحتلها روسيا ومعترف بها دوليًا كجزء من جورجيا. يسكنها بشكل أساسي الأوسيتيون، وهم مجموعة عرقية متواجدة أيضًا في أوسيتيا الشمالية، وهي جزء من روسيا. انفصلت أوسيتيا الجنوبية عن جورجيا في أعقاب حرب أوسيتيا الجنوبية 1991-1992 بمساعدة روسيا، وظلت منذ ذلك الحين دولة متحالفة بشكل وثيق مع هذا البلد.
في 30 مارس 2022، في خطاب متلفز، قال بيبيلوف، الذي لا يزال رئيسًا لأوسيتيا الجنوبية، إن الجمهورية ستتخذ خطوات قانونية للاستعداد للانضمام إلى الاتحاد الروسي. وقال: «أعتقد أن الوحدة مع روسيا هي هدفنا الاستراتيجي وطريقنا وتطلعات الشعب» وأن روسيا هي «الوطن التاريخي» لأوسيتيا الجنوبية. وأوضح لاحقًا للصحفي الروسي فلاديمير سولوفيوف أن ما كان يقصده هو تنظيم استفتاء آخر، والذي يمكن إجراؤه بعد 10 أبريل، يوم الانتخابات الرئاسية في أوسيتيا الجنوبية لعام 2022.في وقت لاحق، في 13 مايو، أعلن بيبيلوف، أن الاستفتاء على دمج أوسيتيا الجنوبية في روسيا سيُجرى في 17 يوليو، في عام 2022. في 30 مايو، قال جاجلوييف إن الاستفتاء سيتم تعليقه حتى تكتمل المشاورات مع روسيا.